# Dislipidemie
Dislipidemiile reprezintă tulburări ale metabolismului lipoproteinelor, inclusiv supraproducția sau deficitul de lipoproteine. Dislipidemiile reprezintă un factor de risc pentru dezvoltarea bolilor aterosclerotice cardiovasculare. Chiar dacă dislipidemiile sunt un factor de risc, prezența nivelelor anormale ale lipidelor serice nu înseamnă neapărat necesitatea începerii unui tratament medicamentos hipolipemiant.

## Tipuri
| Fracție      | Creștere | Scădere                                                                                            |
| ------------ | --- | -------------------------------------------------------------------------------------------------- |
| Lipide       | - Hiperlipidemie: lipide - Hipercolesterolemie: colesterol. Forma familială este datorată unui defect la nivelul cromozomului 19 (19p13.1-13.3). - Hipergliceridemie: gliceride - Hipertrigliceridemie: trigliceride | - Hipolipidemie - Hipocolesterolemie: colesterol                                                   |
| Lipoproteine | - Hiperlipoproteinemie: lipoproteine (de obicei LDL) - Honemie: chilomicroni | - Hipolipoproteinemie: lipoproteine - Abetalipoproteinemie: beta lipoproteine - Boala Tangier: HDL |
| Ambele       | - Hiperlipidemie combinată: LDL și trigliceride | |